# Halophila major
Halophila major là một loài thực vật có hoa trong họ Hydrocharitaceae. Loài này được (Zoll.) Miq. mô tả khoa học đầu tiên năm 1856.